# Portugáliai Eleonóra német-római császárné
Portugáliai Eleonóra, portugálul: Leonor de Portugal, régi portugál nyelven Lyanor vagy Lianor; (Torres Vedras, 1434. szeptember 18. – Bécsújhely, 1467. szeptember 3.) portugál királyi hercegnő az Avis-házból, , házassága révén osztrák főhercegné, német királyné és német-római császárné. Portugáliai Johanna kasztíliai királyné nővére.

## Élete
Édesapja I. Duarte portugál király, I. János portugál király és Lancesteri Philippa angol hercegnő legidősebb fia.
Édesanyja Trastamara Eleonóra aragón hercegnő, I. Ferdinánd aragóniai király és Alburquerquei Eleonóra grófnő leánya.
Eleonóra volt szülei hatodik gyermeke a kilencből, azonban a gyermekkort csak öten élték túl. Édesapja fiatalon halt meg 1438 szeptemberében, amikor Eleonóra még csak  négyéves volt. A trónt ekkor kiskorú bátyja, Alfonz foglalta el, aki felett először édesanyjuk, majd nagybátyjuk, Péter coimbrai herceg régenskedett.

## Házassága, gyermekei
Eleonóra hercegnőnek Habsburg Frigyes főherceggel kötendő dinasztikus házasságát a portugál kormányzat (dokumentálhatóan) már 1449 óta tervezte. 1451-ben, miután a hozomány nagyságában megegyeztek, a 17 éves Eleonóra búcsút vett családjától és hosszú hajóútra indult. November elején kellett volna megérkeznie a toszkánai Talamone kikötőjébe (ma Orbetello város része). A veszélyes utazást viharok és kalóztámadások akadályozták, Eleonóra hozományának nagyrészét kalózok elrabolták. Eleonóra végül 1452. február 24-én Siena városában találkozott először jövendőbelijével, a 38 éves III. Frigyes főherceggel. Márciusban ünnepélyesen érkeztek Rómába. Esküvőjüket 1452. március 16-án Rómában V. Miklós pápa celebrálta. Frigyest a pápa még aznap német királlyá, majd három nappal később, március 19-én, német-római császárrá koronázta. A házasságukból öt gyermek született:
- Kristóf (Bécsújhely, 1455. november 16. – 1456. március 21.) csecsemőkorában meghalt
- Miksa (1459. március 22. Bécsújhely – 1519. január 12. Wels) apja örököse, német-római császár, felesége révén megszerezte Burgundiát
- Ilona (1460. november 3. – 1461. február 28.) csecsemőkorában meghalt
- Kunigunda (Bécsújhely, 1465. március 16. – München, 1520, augusztus 6.) aki 1481 január 3-án feleségül ment IV. Albert bajor herceghez
- János (1466. augusztus 9. – 1467. február 10.) csecsemőkorában meghalt

Házasságuk nem volt boldog. A mediterrán temperamentumú, vidám természetű, ünnepségeket, táncmulatságokat, lakomákat kedvelő Eleonóra természete szöges ellentétben állt nála két évtizeddel idősebb, zárkózott, aszkéta életű Frigyesével. A hagyomány szerint Eleonóra abbéli bánatába halt bele, hogy férje ritkán látogatta meg. A fiatalon elhunyt császárnét a bécsújhelyi ciszterci kolostorban (Stift Neukloster) temették el, a csecsemőkorban elhunyt három gyermekük szintén itt nyugszik.